# Rote-Fane
Rote-Fane (del ruso: Роте-Фане) es un jútor del raión de Novokubansk en el krai de Krasnodar de Rusia. Está situado en las llanuras de la orilla izquierda del río Kubán, 13 km al noroeste de Novokubansk y 149 km al este de Krasnodar. Tenía 768 habitantes en 2010.
Pertenece al municipio Verjnekubánskoye.

## Transporte
Al este de la localidad pasa la carretera federal M29 Cáucaso.